# Арсен Карагеоргійович
Арсен Карагеоргійович (Тімішоара , 4 /16 квітня 1859 —Парижі , 19 жовтня 1938) був сином князя Олександра Карагеоргійовича та принцеси Персіди (народився як Ненадовіч), брата короля Петра І Визволителя.

## Біографія
Здобув освіту в Парижі та Санкт-Петербурзі, де він отримав вищу військову освіту в Костянтинівській офіцерській Академії. Академію закінчив у званні лейтенанта кавалерії в 1877 році. Після чого він служив у російській армії.
З 1883 по 1885 роки він служив офіцером у французькій військовій експедиції в Тонкині . В ході бою він був поранений, але він показав виняткову мужність, про що було повідомлено у французькій пресі . Чотири наступні роки живе в Санкт — Петербурзі, а потім служить в Іноземному легіоні . На додаток до мужності продемонстрував і відмінне командування.
Він одружився з Принцесою Авророю Демидовою ді Сан Донато 1 травня 1892 року в Києві і у них народився син Павло. У 1895 році розлучився із принцесою Авророю, яка в 1905 року померла. Виховання сина Павла доручено князю Петру, який жив у Женеві. Павло був регентом при королі Петро ІІ в 1934–1945 рр.
Під час російсько-японської війни 1905 року був командиром кавалерійського полку. У битві під Мукдене показав велику мужність і був нагороджений вищою медаллю Росії — золотою шпагою,  Був підвищений в званні до генерала, командував кавалерійською дивізією.
У травні в 1911 році вступив до організації «Чорна рука».
У Першій і Другій Балканських війнах брав участь як командир кавалерійських дивізій і воював, як завжди на передньому краї в битвах під Куманово, Бітола і Брегалница. Після того як він знову показав мужність стає дуже популярним серед народу, а через це він навіть стає проблемою для короля Петра I, який просив, щоб Арсен покинув Сербію. Розчарований він відправився до Росії, де в черговий раз бере участь у бойових діях, як генерал імператорської гвардії.
Після Жовтневої революції він був арештований і відданий суду, так званому суду громадян і солдатів СРСР. Після того, як отримує виправдувальний вирок залишає Росію і решту свого життя проводить у Франції. Останній раз приїжджає до Белграду після вбивства короля Олександра.
Він брав участь у дев'яти війнах і  чотирнадцятьох битвах. З усіх офіцерів у сербській історії в нього була найбільша кількість медалей.
Коли Арсен помер у Парижі, його син був регентом Югославії, тож його з повними державними почестями поховали в склепі церкви св. Георгія в Опленаці.

## Військова кар'єра
Поручик (1901), штабс-ротмістр (1903), осавул (1904), войсковой старшина (1904), полковник (1906), генерал-майор (1914).

## Нагороди
- Орден Святого Владимира 4-й ст. с мечами и бантом (1905);
- Орден Святого Станіслава 2-й ст. с мечами (1905);
- Золота зброя(ВП 10.05.1906);
- Орден Святого Георгія 4-й ст. (ВП 29.05.1915).

### Текст Нагороди Святого Георгія
«За то, что, 13 и 14 марта 1915 г., в бою у д. Шафранки, будучи начальником левого боевого участка и обороняя позиции севернее д. Шафранки, подвергая свою жизнь явной опасноти, отбил неоднократные, упорные атаки превосходных сил противника и, когда во время последней атаки германцам удалось овладеть частью наших окопов, с потерей которых пришлось бы очистить всю нашу позицию, выбил из них германцев, укрепил занятое положение и сам перешел в наступление, дойдя до д. Тартак.»